# Línea 61 (S-Trein Charleroi)
La línea 61 de S-Trein Charleroi es una línea que une la estación de Ottignies, en el Brabant Wallon con la de Jambes, en la provincia de Namur, pasando por Charleroi.
Es la línea más grande de la red, dado que atraviesa tres provincias belgas, todas en la Región Valona.

## Historia
Tras la implementación de la red S-Trein Bruselas, SNCB comenzó a trabajar en la extensión del sistema a otras ciudades belgas, entre las cuales se encuentra Charleroi. Por ello, el 3 de septiembre de 2018, se inauguró la red, con 4 líneas iniciales. Entre ellas, se encuentra la línea .

## Correspondencias
- en Charleroi-Ouest y Charleroi-Sud
- en Charleroi-Ouest y Charleroi-Sud
- en Charleroi-Ouest y Charleroi-Sud
- en Charleroi-Ouest y Charleroi-Sud
- en Ottignies
- en Ottignies
- en Charleroi-Sud
- en Charleroi-Sud
- en Charleroi-Sud
- en Ottignies

## Estaciones
|  |   |  | Estación            | Municipio                  | Correspondencia                                                           |  |
|  | - |  | ------------------- | -------------------------- | ------------------------------------------------------------------------- |  |
|  | ■ |  | Ottignies           | Ottignies-Louvain-la-Neuve | 1 11 17 19 20 22 28 29 31 39                                              |  |
|  | ■ |  | Céroux-Mousty       | Ottignies-Louvain-la-Neuve | 19 28                                                                     |  |
|  | ■ |  | Court-Saint-Étienne | Court-Saint-Étienne        | 28                                                                        |  |
|  | ■ |  | Faux                | Court-Saint-Étienne        |                                                                           |  |
|  | ■ |  | La Roche-Brabant    | Court-Saint-Étienne        |                                                                           |  |
|  | ■ |  | Villers-la-Ville    | Villers-la-Ville           |                                                                           |  |
|  | ■ |  | Tilly               | Villers-la-Ville           |                                                                           |  |
|  | ■ |  | Ligny               | Sombreffe                  | 147                                                                       |  |
|  | ■ |  | Fleurus             | Fleurus                    | 73 568                                                                    |  |
|  | ■ |  | Lodelinsart         | Charleroi                  |                                                                           |  |
|  | ■ |  | Charleroi-Ouest     | Charleroi                  | 41 53 85 86 MIDO                                                          |  |
|  | ■ |  | Charleroi-Sud       | Charleroi                  | 1 3 13 14 18 19 20 21 25 35 43 52 68 70 71 83 85 86 109 138 170 173 451 A |  |
|  | ■ |  | Couillet            | Charleroi                  |                                                                           |  |
|  | ■ |  | Châtelet            | Châtelet                   | 10 28 154 155 156 158 237                                                 |  |
|  | ■ |  | Le Campinaire       | Farciennes                 |                                                                           |  |
|  | ■ |  | Farciennes          | Farciennes                 |                                                                           |  |
|  | ■ |  | Aiseau              | Aiseau-Presles             |                                                                           |  |
|  | ■ |  | Tamines             | Sambreville                | 58 155 156                                                                |  |
|  | ■ |  | Auvelais            | Sambreville                | 58 155 156                                                                |  |
|  | ■ |  | Jemeppe-sur-Sambre  | Jemeppe-sur-Sambre         | 144                                                                       |  |
|  | ■ |  | Moustier            | Jemeppe-sur-Sambre         |                                                                           |  |
|  | ■ |  | Franière            | Floreffe                   |                                                                           |  |
|  | ■ |  | Floreffe            | Floreffe                   | 10                                                                        |  |
|  | ■ |  | Flawinne            | Namur                      |                                                                           |  |
|  | ■ |  | Ronet               | Namur                      | 27                                                                        |  |
|  | ■ |  | Namur               | Namur                      | 4 6 8 10 12 17 21 22 23 30 32 34 40 42 56 64 66 81 82 88 433 816 821      |  |
|  | ■ |  | Jambes              | Namur                      | 1 8 12 42 89 A                                                            |  |

## Explotación de la línea

### Frecuencias
| Estaciones | Lunes a viernes | Lunes a viernes | Lunes a viernes | Sábados, domingos y festivos |
| Estaciones | 5h - 15h        | 15h - 18h       | 18h - 23h       | Sábados, domingos y festivos |
| ---------- | --------------- | --------------- | --------------- | ---------------------------- |
| Ottignies  | 60 min          | 30 min          | 60 min          | 60 min                       |
| Charleroi  | 60 min          | 30 min          | 60 min          | 60 min                       |
| 30 min     | 30 min          | 60 min          | 60 min          |                              |
| 30 min     | 30 min          | 60 min          | 60 min          | Tamines                      |
| 30 min     | 30 min          | 60 min          | 60 min          |                              |
| 30 min     | 30 min          | 60 min          | 60 min          | Namur                        |
| 30 min     | 60 min          | -               | 60 min          |                              |
| 30 min     | 60 min          | -               | 60 min          | Jambes                       |

### Horarios
| Estaciones       | Tiempo | Tiempo   | Tiempo |
| ---------------- | ------ | -------- | ------ |
| Ottignies        | 0:17   | 0:47     | 1:44   |
| Villers-la-Ville | 0:17   | 0:47     | 1:44   |
| 0:30             |        | 0:47     | 1:44   |
| Charleroi        |        | 0:47     | 1:44   |
| 0:11             | 0:22   |          | 1:44   |
| 0:11             | 0:22   | Châtelet | 1:44   |
| 0:11             | 0:22   |          | 1:44   |
| Tamines          | 0:22   |          | 1:44   |
| 0:15             | 0:31   |          | 1:44   |
| 0:15             | 0:31   | Franière | 1:44   |
| 0:16             | 0:31   |          | 1:44   |
| Namur            | 0:31   |          | 1:44   |
| 0:04             |        |          | 1:44   |
| Jambes           |        |          | 1:44   |

## Futuro
Por el momento no se prevén modificaciones en el servicio a futuro.